# Diemut Theato
Diemut R. Theato (Kleinröhrsdorf, 13 aprile 1937) è una politica tedesca, membro dell'Unione Cristiano-Democratica di Germania ed europarlamentare dal 1987 al 2004.

## Biografia

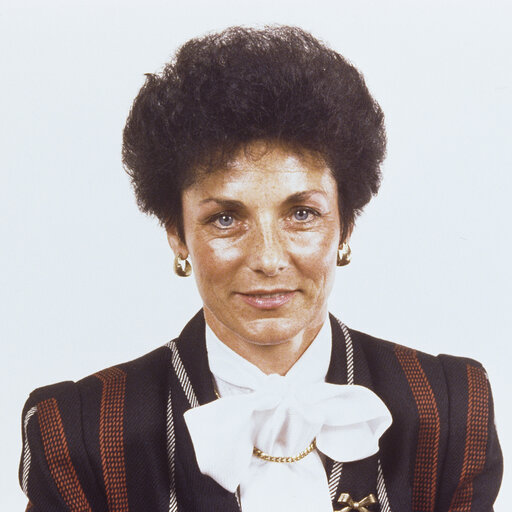
Diemut Theato al Parlamento europeo

Nata a Kleinröhrsdorf, nel circondario di Bautzen, dopo il diploma ottenne una borsa di studio per frequentare l'Università di Cambridge. Studiò inglese e portoghese presso l'Università Ruprecht Karl di Heidelberg, divenendo interprete e laureandosi infine in giurisprudenza. Dal 1960 lavorò per quasi trent'anni come interprete e traduttrice.
Politicamente attiva con la CDU, nel 1977 venne eletta presidente dell'Unione delle Donne del circondario del Reno-Neckar. Dal 1979 al 1987 fu membro del comitato esecutivo statale della CDU nell'Unione delle Donne del Baden-Württemberg. Dal 1981 al 2001 fu vicepresidente distrettuale della CDU Reno-Neckar. Dal 1981 al 1989 fu inoltre membro della direzione distrettuale della CDU Nordbaden. Dal 1981 al 1992 fu membro della Commissione Istruzione in seno all'Unione Europea delle Donne. Membro del consiglio comunale di Waldhilsbach dal 1975, fu sindaca del paese dal 1980 al 1987.
Nell'ottobre del 1987 succedette a Wilhelm Hahn al Parlamento europeo. Fu membro del comitato esecutivo del Partito Popolare Europeo e della commissione bilancio. Tra il 1994 e il 2004 fu presidente della commissione per il controllo dei bilanci. Fu particolarmente attiva nel combattere le frodi ai danni dei fondi UE.
Non fu candidata per le elezioni europee del 2004.
Dal 1980 al 2001 fu presidente della sezione locale della Croce Rossa tedesca. Fu inoltre vicepresidente della Fondation du Mérite Européen.
Nel 1994 ricevette la laurea honoris causa in scienze politiche dall'Università degli Studi di Urbino "Carlo Bo" e nel 1998 un'altra laurea honoris causa dall'Università dell'Ovest di Timișoara.

## Opere
- Diemut R. Theato e Rainer Graf, Das Europäische Parlament und der Haushalt der Europäischen Gemeinschaft, Baden-Baden, Nomos, 1994, ISBN 3-7890-3280-8.